# 李大章 (清朝)
李大章，丹徒人，清朝政治人物、荫生出身。
康熙三十五年（1696年），任泉州府知府，后捐俸百五十金，重造郡南三陡门。